# Agriphila biarmicus
Agriphila biarmicus is een vlinder uit de familie grasmotten (Crambidae). De wetenschappelijke naam is voor het eerst geldig gepubliceerd in 1865 door Tengstrom.
De soort komt voor in Europa.